# China, Texas
China là một thành phố thuộc quận Jefferson, tiểu bang Texas, Hoa Kỳ. Năm 2010, dân số của xã này là 1160 người.

## Dân số
- Dân số năm 2000: 1112 người.
- Dân số năm 2010: 1160 người.